# Wikariat apostolski Camiri
Wikariat apostolski Camiri (łac. Apostolicus Vicariatus Cuevensis) – wikariat apostolski Kościoła rzymskokatolickiego w Boliwii. Jest podległy bezpośrednio Stolicy Apostolskiej. Został erygowany 29 marca 2003 roku w miejsce istniejącego od 1919 roku wikariatu apostolskiego Chaco.

## Główne świątynie
- Katedra: Katedra św. Franciszka z Asyżu w Camiri

## Administratorzy
- Ippolito Ulivelli OFM (1919-1922)
- César Angel Vigiani OFM (1924-1950)
- Cesar Francesco Benedetti OFM (1951-1972)
- Giovanni Décimo Pellegrini OFM (1972-1992)
- Leonardo Mario Bernacchi OFM (1993-2009)
- Francesco Focardi OFM (2009-2017)
- Jesús Galeote Tormo OFM (od 2019)